# Vistahermosa de la Creu
Vistahermosa de la Creu, oficialment i en castellà Vistahermosa, també dit històricament Colònia Vistahermosa, la Creu de Fusta i segons algunes fonts Bonavista de la Creu o Bonavista, és un dels barris que componen la ciutat d'Alacant. És un barri residencial situat al nord-est de la ciutat, al llarg de la carretera de València i prop del Tossal de Manises, creat després del 1939.
Pel que fa als límits, és tancat al sud i est per la serra Grossa; pel nord, pel barri de Joan XXIII, la rambla d'Orgègia i la seua continuació, la rambla del Juncaret; i per l'oest, pels barris del Garbinet i el Pla del Bon Repòs. A l'extrem sud, incorpora una zona urbana anomenada la Goteta, que històricament albergava el camp de concentració dels Ametllers i avui acull la parada de tramvia homònima i única del barri.
Segons el cens de l'any 2022 compta amb un total de 6.041 habitants (2.881 homes i 3.160 dones).
El 1952 fou erigit en parròquia.